# Dun (rivière)
Ne doit pas être confondu avec Dun (rivière de Normandie).
Pour les articles homonymes, voir Dun.
La rivière Dun est un cours d'eau qui traverse les comtés du Wiltshire et Berkshire en Angleterre. 

## Géographie
Elle prend sa source près de Great Bedwyn, dans le Wiltshire et coule vers le nord-est dans le Berkshire, où elle rejoint la rivière Kennet à Hungerford, pour finir dans la Tamise.

## Hydrologie
Son régime hydrologique est dit pluvial océanique.

## Aménagements et écologie
La vallée de la Dun est une voie de transport importante dans les hauteurs crayeuses entre le bassin de Londres à l'est et la vallée de Pewsey à l'ouest. C'est la voie par laquelle le canal de Kennet et Avon (reliant Londres à Bristol) pénètre dans le bassin de la Tamise à partir de la vallée de Pewsey, franchissant le bief de partage grâce au Tunnel Bruce et à la station de pompage de Crofton. Plus tard, le chemin de fer de Reading à Plymouth reliant Londres au sud-ouest traverse également la vallée.